# Attila Szabo
Attila Szabo (Cluj-Napoca, 6 agosto 1965) è un ex cestista rumeno.

## Carriera
Con la Romania ha disputato i Campionati europei del 1985.